# Эмбриональный гемоглобин
Эмбриональный гемоглобин — эмбриональный тип гемоглобина человека, белок-тетрамер. 
Выявлены подтипы эмбрионального гемоглобина Gower 1, Gower 2 и Portland 2. Все эти типы отличаются по строению полипептидных цепей как от более позднего фетального гемоглобина HbF, так и от взрослого типа гемоглобина HbA. В составе эмбрионального гемоглобина обнаружены цепи типов ζ и ε, не встречающиеся в составе других гемоглобинов. Gower 1 имеет состав ζ2ε2,
Gower 2 — α2ε2, Portland 2 — ζ2β2.
Синтез эмбрионального гемоглобина начинается уже на первой неделе жизни эмбриона. С шестой—седьмой недели начинается замещение его фетальным гемоглобином HbF. Однако синтез гемоглобина HbE продолжается до конца беременности, хотя и в незначительных количествах.